# Borivoje Kostić
Borivoje Kostić – noto come Bora Kostić, Bora Topdzija e Bora Jabucilo – (in serbo  Kocтић?; Obrenovac, 14 giugno 1930 – Belgrado, 10 gennaio 2011) è stato un calciatore jugoslavo, di ruolo attaccante
Lo chiamavano Jabucilo, l'appellativo che i contadini usavano per i buoi da tiro, per la sua forza fenomenale nel colpire il pallone
.

## Carriera

Bora Kostić in piedi quinto da sinistra, al Lanerossi Vicenza nella Serie A 1961-1962.

### Club
Simbolo della Stella Rossa, Kostić ha giocato dal 1951 al 1966 con la maglia biancorossa, totalizzando 587 presenze (secondo alle spalle di Dragan Džajić) e 158 gol (miglior goleador di tutti i tempi) e festeggiando la vittoria di sette Campionati jugoslavi, tre Coppe di Jugoslavia e una Coppa del Danubio. È stato capocannoniere nelle stagioni 1958-1959 (25 gol), 1959-1960 (19 gol) e nella Coppa del Danubio 1958 (9 gol)
Ha inoltre giocato brevemente, nella stagione 1961-1962 nel L.R. Vicenza: esordisce in campionato il 3 settembre 1961 nella sfida esterna contro il Torino, sbloccando il risultato dopo tre minuti (l'incontro finirà 3-3). Totalizza complessivamente  7 presenze con 2 gol all'attivo (a segno su calcio di rigore anche nella sconfitta esterna contro il Milan.
Nell'estate 1967 passa agli statunitensi del St. Louis Stars. Con gli Stars ottenne il secondo posto della Western Division della NPSL, non qualificandosi per la finale della competizione.

### Nazionale
Con la Nazionale di calcio jugoslava ha militato dal 1956 al 1964 collezionando 33 presenze 26 gol. Il maggior risultato conseguito è stato la finale, persa conto l'Unione Sovietica, degli Europei del 1960, e cui si aggiunge la finale (persa) per il terzo posto ai Mondiali di calcio Cile 1962.
Ha fatto inoltre parte della nazionale olimpica medaglia d'oro alle Olimpiadi del 1960, in cui ha segnato 6 gol in 5 partite.

## Statistiche

### Cronologia presenze in nazionale
| Cronologia completa delle presenze e delle reti in nazionale ― Jugoslavia | Cronologia completa delle presenze e delle reti in nazionale ― Jugoslavia | Cronologia completa delle presenze e delle reti in nazionale ― Jugoslavia | Cronologia completa delle presenze e delle reti in nazionale ― Jugoslavia | Cronologia completa delle presenze e delle reti in nazionale ― Jugoslavia | Cronologia completa delle presenze e delle reti in nazionale ― Jugoslavia | Cronologia completa delle presenze e delle reti in nazionale ― Jugoslavia | Cronologia completa delle presenze e delle reti in nazionale ― Jugoslavia |
| Data                                                                      | Città                                                                     | In casa                                                                   | Risultato                                                                 | Ospiti                                                                    | Competizione                                                              | Reti                                                                      | Note                                                                      |
| ------------------------------------------------------------------------- | ------------------------------------------------------------------------- | ------------------------------------------------------------------------- | ------------------------------------------------------------------------- | ------------------------------------------------------------------------- | ------------------------------------------------------------------------- | ------------------------------------------------------------------------- | ------------------------------------------------------------------------- |
| 11/09/1956                                                                | Belgrado                                                                  | Jugoslavia                                                                | 4 – 2                                                                     | Indonesia                                                                 | Amichevole                                                                | 1                                                                         |                                                                           |
| 30/09/1956                                                                | Belgrado                                                                  | Jugoslavia                                                                | 1 – 2                                                                     | Cecoslovacchia                                                            | Coppa Dottor Gerö                                                         | -                                                                         |                                                                           |
| 05/05/1957                                                                | Atene                                                                     | Grecia                                                                    | 0 – 0                                                                     | Jugoslavia                                                                | Qual. Mondiali 1958                                                       | -                                                                         |                                                                           |
| 18/05/1957                                                                | Bratislava                                                                | Cecoslovacchia                                                            | 1 – 0                                                                     | Jugoslavia                                                                | Coppa Dottor Gerö                                                         | -                                                                         |                                                                           |
| 20/04/1958                                                                | Budapest                                                                  | Ungheria                                                                  | 2 – 0                                                                     | Jugoslavia                                                                | Amichevole                                                                | -                                                                         |                                                                           |
| 19/04/1959                                                                | Budapest                                                                  | Ungheria                                                                  | 4 – 0                                                                     | Jugoslavia                                                                | Amichevole                                                                | -                                                                         |                                                                           |
| 26/04/1959                                                                | Basilea                                                                   | Svizzera                                                                  | 1 – 5                                                                     | Jugoslavia                                                                | Coppa Dottor Gerö                                                         | -                                                                         |                                                                           |
| 11/10/1959                                                                | Belgrado                                                                  | Jugoslavia                                                                | 2 – 4                                                                     | Ungheria                                                                  | Amichevole                                                                | 1                                                                         |                                                                           |
| 21/10/1959                                                                | Tel Aviv                                                                  | Israele                                                                   | 2 – 2                                                                     | Jugoslavia                                                                | Qual. Olimpiadi 1960                                                      | 2                                                                         |                                                                           |
| 25/10/1959                                                                | Sofia                                                                     | Bulgaria                                                                  | 1 – 1                                                                     | Jugoslavia                                                                | Qual. Euro 1960                                                           | -                                                                         |                                                                           |
| 15/11/1959                                                                | Belgrado                                                                  | Jugoslavia                                                                | 4 – 0                                                                     | Grecia                                                                    | Qual. Olimpiadi 1960                                                      | 1                                                                         |                                                                           |
| 01/01/1960                                                                | Casablanca                                                                | Marocco                                                                   | 0 – 5                                                                     | Jugoslavia                                                                | Amichevole                                                                | 2                                                                         |                                                                           |
| 03/01/1960                                                                | Tunisi                                                                    | Tunisia                                                                   | 1 – 5                                                                     | Jugoslavia                                                                | Amichevole                                                                | 1                                                                         |                                                                           |
| 08/01/1960                                                                | Gerusalemme                                                               | Rep. Araba Unita                                                          | 0 – 1                                                                     | Jugoslavia                                                                | Amichevole                                                                | -                                                                         |                                                                           |
| 10/04/1960                                                                | Belgrado                                                                  | Jugoslavia                                                                | 1 – 2                                                                     | Israele                                                                   | Qual. Olimpiadi 1960                                                      | -                                                                         |                                                                           |
| 24/04/1960                                                                | Atene                                                                     | Grecia                                                                    | 0 – 5                                                                     | Jugoslavia                                                                | Qual. Olimpiadi 1960                                                      | 1                                                                         |                                                                           |
| 08/05/1960                                                                | Lisbona                                                                   | Portogallo                                                                | 2 – 1                                                                     | Jugoslavia                                                                | Qual. Euro 1960                                                           | 1                                                                         |                                                                           |
| 11/05/1960                                                                | Londra                                                                    | Inghilterra                                                               | 3 – 3                                                                     | Jugoslavia                                                                | Amichevole                                                                | 1                                                                         |                                                                           |
| 22/05/1960                                                                | Belgrado                                                                  | Jugoslavia                                                                | 5 – 1                                                                     | Portogallo                                                                | Qual. Euro 1960                                                           | 2                                                                         |                                                                           |
| 06/07/1960                                                                | Parigi                                                                    | Francia                                                                   | 4 – 5                                                                     | Jugoslavia                                                                | Euro 1960 - semifinali                                                    | -                                                                         |                                                                           |
| 30/04/1960                                                                | Parigi                                                                    | Jugoslavia                                                                | 1 – 2 dts                                                                 | Unione Sovietica                                                          | Euro 1960 - Finale                                                        | -                                                                         |                                                                           |
| 20/08/1960                                                                | Belgrado                                                                  | Jugoslavia                                                                | 7 – 0                                                                     | Tunisia                                                                   | Amichevole                                                                | 2                                                                         |                                                                           |
| 26/08/1960                                                                | Pescara                                                                   | Jugoslavia                                                                | 6 – 1                                                                     | Rep. Araba Unita                                                          | Olimpiadi 1960 - Fase a gironi                                            | 3                                                                         |                                                                           |
| 29/08/1960                                                                | Firenze                                                                   | Jugoslavia                                                                | 4 – 0                                                                     | Turchia                                                                   | Olimpiadi 1960 - Fase a gironi                                            | 2                                                                         |                                                                           |
| 01/09/1960                                                                | Roma                                                                      | Jugoslavia                                                                | 3 – 3                                                                     | Bulgaria                                                                  | Olimpiadi 1960 - Fase a gironi                                            | -                                                                         |                                                                           |
| 05/09/1960                                                                | Napoli                                                                    | Italia                                                                    | 1 – 1                                                                     | Jugoslavia                                                                | Olimpiadi 1960 - Semifinali                                               | -                                                                         |                                                                           |
| 10/09/1960                                                                | Roma                                                                      | Jugoslavia                                                                | 3 – 1                                                                     | Danimarca                                                                 | Olimpiadi 1960 - Finale                                                   | 1                                                                         |                                                                           |
| 09/10/1960                                                                | Budapest                                                                  | Ungheria                                                                  | 1 – 1                                                                     | Jugoslavia                                                                | Amichevole                                                                | 1                                                                         |                                                                           |
| 07/05/1961                                                                | Belgrado                                                                  | Jugoslavia                                                                | 2 – 4                                                                     | Ungheria                                                                  | Amichevole                                                                | 1                                                                         |                                                                           |
| 04/06/1961                                                                | Belgrado                                                                  | Jugoslavia                                                                | 2 – 1                                                                     | Polonia                                                                   | Amichevole                                                                | 1                                                                         |                                                                           |
| 18/06/1961                                                                | Belgrado                                                                  | Jugoslavia                                                                | 3 – 2                                                                     | Marocco                                                                   | Amichevole                                                                | -                                                                         |                                                                           |
| 25/06/1961                                                                | Chorzów                                                                   | Polonia                                                                   | 1 – 1                                                                     | Jugoslavia                                                                | Qual. Mondiali 1962                                                       | -                                                                         |                                                                           |
| 23/09/1964                                                                | Belgrado                                                                  | Jugoslavia                                                                | 2 – 7                                                                     | Resto del Mondo                                                           | Amichevole                                                                | 1                                                                         |                                                                           |
| Totale                                                                    |                                                                           | Presenze                                                                  | 33                                                                        |                                                                           | Reti                                                                      | 26                                                                        |                                                                           |

## Palmarès

### Club

#### Competizioni nazionali
- Campionato jugoslavo: 7

Stella Rossa: 1951, 1952-1953, 1955-1956, 1956-1957, 1958-1959, 1959-1960, 1963-1964
- Coppa di Jugoslavia: 3

Stella Rossa: 1957-1958, 1958-1959, 1963-1964

#### Competizioni internazionali
- Coppa del Danubio: 1

Stella Rossa: 1958

### Nazionale
- Oro olimpico: 1

Roma 1960

### Individuale
- Capocannoniere della Coppa del Danubio: 1

1958 (9 gol)
- Capocannoniere della Coppa delle Fiere: 1

1958-1960 (6 gol)
- Capocannoniere della Prva Liga: 2

1958-1959 (25 gol), 1959-1960 (19 gol)